# Antoingt
Antoingt (prononcé [ɑ̃twɛ̃] ; Antonh en occitan) est une commune française, située dans le département du Puy-de-Dôme en région d'Auvergne-Rhône-Alpes.

## Géographie
|         | Solignat   |          |
| Vodable | Antoingt   | Bergonne |
|         | Mareugheol | Gignat   |

### Climat
Pour des articles plus généraux, voir Climat d'Auvergne-Rhône-Alpes et Climat du Puy-de-Dôme.
En 2010, le climat de la commune est de type climat océanique altéré, selon une étude du Centre national de la recherche scientifique s'appuyant sur une série de données couvrant la période 1971-2000. En 2020, Météo-France publie une typologie des climats de la France métropolitaine dans laquelle la commune est exposée à un climat de montagne ou de marges de montagne et est dans la région climatique Nord-est du Massif Central, caractérisée par une pluviométrie annuelle de 800 à 1 200 mm, bien répartie dans l’année.
Pour la période 1971-2000, la température annuelle moyenne est de 10,5 °C, avec une amplitude thermique annuelle de 16,8 °C. Le cumul annuel moyen de précipitations est de 647 mm, avec 7,3 jours de précipitations en janvier et 6,5 jours en juillet. Pour la période 1991-2020, la température moyenne annuelle observée sur la station météorologique de Météo-France la plus proche, « Issoire », sur la commune d'Issoire à 8 km à vol d'oiseau, est de 12,0 °C et le cumul annuel moyen de précipitations est de 610,7 mm,. Pour l'avenir, les paramètres climatiques de la commune estimés pour 2050 selon différents scénarios d'émission de gaz à effet de serre sont consultables sur un site dédié publié par Météo-France en novembre 2022.

## Urbanisme

### Typologie
Au 1er janvier 2024, Antoingt est catégorisée commune rurale à habitat dispersé, selon la nouvelle grille communale de densité à sept niveaux définie par l'Insee en 2022.
Elle est située hors unité urbaine. Par ailleurs la commune fait partie de l'aire d'attraction d'Issoire, dont elle est une commune de la couronne,. Cette aire, qui regroupe 53 communes, est catégorisée dans les aires de moins de 50 000 habitants,.

### Occupation des sols
L'occupation des sols de la commune, telle qu'elle ressort de la base de données européenne d’occupation biophysique des sols Corine Land Cover (CLC), est marquée par l'importance des territoires agricoles (94,3 % en 2018), en diminution par rapport à 1990 (98,6 %). La répartition détaillée en 2018 est la suivante : 
terres arables (88,2 %), zones urbanisées (4,3 %), zones agricoles hétérogènes (4,3 %), prairies (1,8 %), milieux à végétation arbustive et/ou herbacée (1,4 %). L'évolution de l’occupation des sols de la commune et de ses infrastructures peut être observée sur les différentes représentations cartographiques du territoire : la carte de Cassini (XVIIIe siècle), la carte d'état-major (1820-1866) et les cartes ou photos aériennes de l'IGN pour la période actuelle (1950 à aujourd'hui).

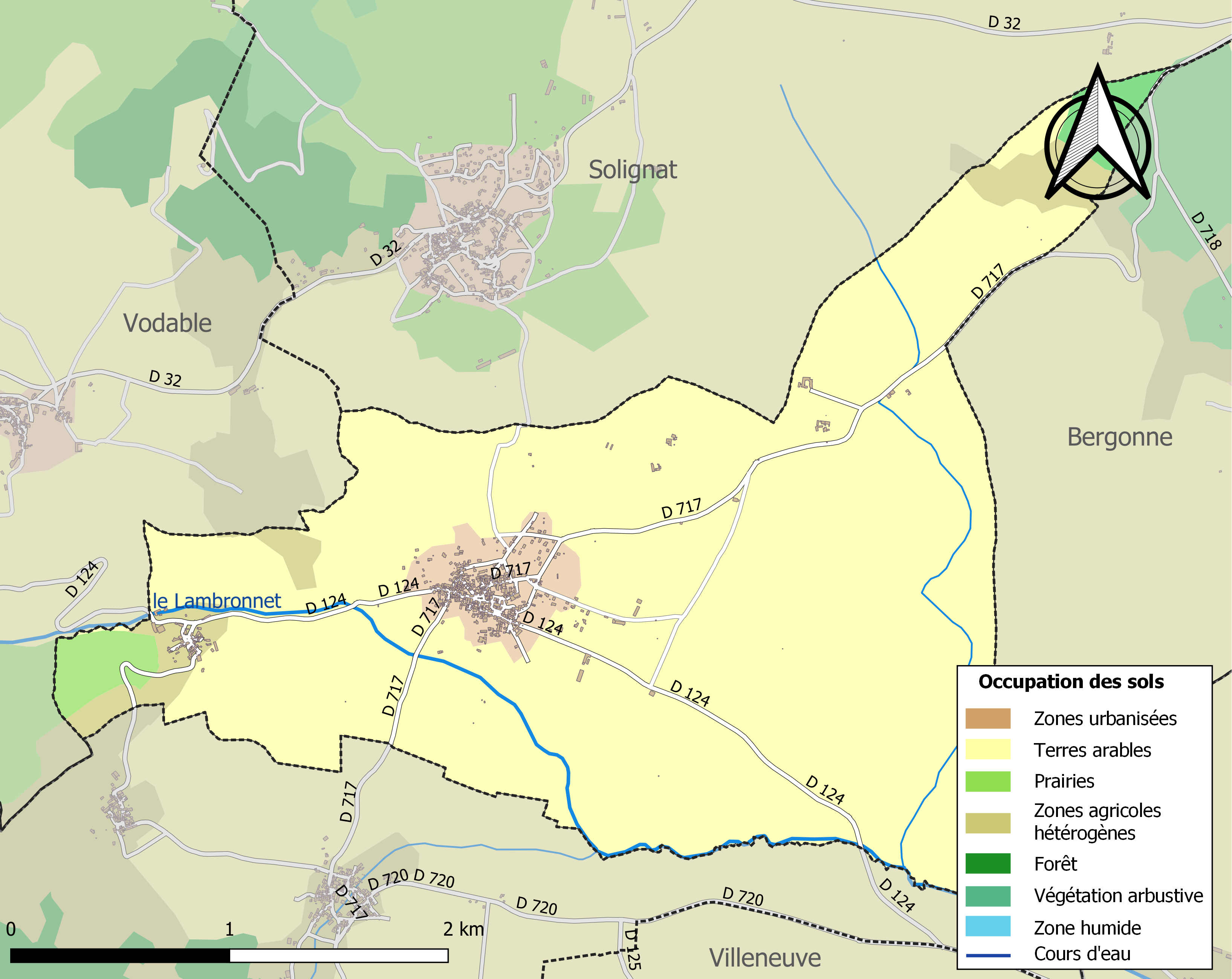
Carte des infrastructures et de l'occupation des sols de la commune en 2018 (CLC).

## Politique et administration
En 2011, la commune faisait partie du canton de Saint-Germain-Lembron. À l'issue du redécoupage cantonal appliqué en 2015, la commune est rattachée au canton de Brassac-les-Mines.
| Période                                  | Période                   | Identité          | Étiquette | Qualité                 |
| ---------------------------------------- | ------------------------- | ----------------- | --------- | ----------------------- |
| Les données manquantes sont à compléter. |                           |                   |           |                         |
| avant 1995                               | ?                         | Jacques Verdier   |           |                         |
| mars 2008                                | mars 2014                 | Hubert Bory       |           | Retraité                |
| mars 2014                                | mai 2020                  | Chantal Roussel   |           | Retraitée               |
| mai 2020                                 | En cours (au 2 août 2020) | Emmanuel Gonthier |           | Dessinateur-cartographe |

## Population et société

### Démographie
Les habitants sont nommés les Antoinais et les habitantes les Antoinaises.
L'évolution du nombre d'habitants est connue à travers les recensements de la population effectués dans la commune depuis 1793. Pour les communes de moins de 10 000 habitants, une enquête de recensement portant sur toute la population est réalisée tous les cinq ans, les populations de référence des années intermédiaires étant quant à elles estimées par interpolation ou extrapolation. Pour la commune, le premier recensement exhaustif entrant dans le cadre du nouveau dispositif a été réalisé en 2008.

En 2022, la commune comptait 416 habitants, en évolution de +6,12 % par rapport à 2016 (Puy-de-Dôme : +2,1 %, France hors Mayotte : +2,11 %).
| 1793 | 1800 | 1806 | 1821 | 1831 | 1836 | 1841 | 1846 | 1851 |
| ---- | ---- | ---- | ---- | ---- | ---- | ---- | ---- | ---- |
| 736  | 730  | 864  | 763  | 786  | 804  | 755  | 768  | 771  |

| 1856 | 1861 | 1866 | 1872 | 1876 | 1881 | 1886 | 1891 | 1896 |
| ---- | ---- | ---- | ---- | ---- | ---- | ---- | ---- | ---- |
| 774  | 716  | 678  | 668  | 637  | 674  | 651  | 715  | 676  |

| 1901 | 1906 | 1911 | 1921 | 1926 | 1931 | 1936 | 1946 | 1954 |
| ---- | ---- | ---- | ---- | ---- | ---- | ---- | ---- | ---- |
| 608  | 561  | 528  | 446  | 402  | 409  | 362  | 294  | 295  |

| 1962 | 1968 | 1975 | 1982 | 1990 | 1999 | 2006 | 2008 | 2013 |
| ---- | ---- | ---- | ---- | ---- | ---- | ---- | ---- | ---- |
| 351  | 362  | 357  | 368  | 376  | 335  | 365  | 374  | 385  |

| 2018 | 2022 | - | - | - | - | - | - | - |
| ---- | ---- | - | - | - | - | - | - | - |
| 403  | 416  | - | - | - | - | - | - | - |

## Culture locale et patrimoine

### Personnalités liées à la commune
- Elie Vandrand (né à Antoingt, 1893-1916), paysan et sergent durant la Première Guerre mondiale, épistolier de cette période.

### Héraldique
| Blason de Antoingt | Blason  | Taillé : au 1er d'or à un gonfanon de gueules, frangée et bouclé de sinople, au 2d de gueules à un sabot d'or,.                                                            |
| Blason de Antoingt | Détails | Le premier est aux armes de l'Auvergne, et le sabot est un hommage à un groupe folklorique local : les sabots d'Antoingt. Le statut officiel du blason reste à déterminer. |